# Live in Brasilia
Live In Brasília es el quinto DVD en vivo lanzado por el grupo pop mexicano RBD. Grabado en su gira mundial Empezar Desde Cero Tour, en la capital brasileña el 21 de abril de 2008 ante más de medio millón de espectadores en la Explanada de los Ministerios por el cumpleaños de Brasília (Brasil).

## Lista de canciones
| Live in Brasilia DVD | |          |  |
| N.º                  | Título                                                                                              | Duración |  |
| 1.                   | «Intro (Desde Cero)»                                                                                |          |  |
| 2.                   | «Fui la Niña»                                                                                       |          |  |
| 3.                   | «Money Money»                                                                                       |          |  |
| 4.                   | «Me Voy»                                                                                            |          |  |
| 5.                   | «Ser o Parecer»                                                                                     |          |  |
| 6.                   | «Dame»                                                                                              |          |  |
| 7.                   | «Medley Rebelde: Tenerte y Quererte, Un poco de tu amor, Otro día que va, Sólo quédate en silencio» |          |  |
| 8.                   | «Inalcanzable»                                                                                      |          |  |
| 9.                   | «I Wanna be the Rain»                                                                               |          |  |
| 10.                  | «Bésame sin miedo»                                                                                  |          |  |
| 11.                  | «Éste Corazón»                                                                                      |          |  |
| 12.                  | «A tu Lado»                                                                                         |          |  |
| 13.                  | «Sálvame»                                                                                           |          |  |
| 14.                  | «Y No Puedo Olvidarte»                                                                              |          |  |
| 15.                  | «No Pares»                                                                                          |          |  |
| 16.                  | «Empezar desde Cero»                                                                                |          |  |
| 17.                  | «Medley Solos: No Digas Nada, Sino estás Aquí, El Mundo Detrás, Sueles Volver»                      |          |  |
| 18.                  | «Extraña Sensación»                                                                                 |          |  |
| 19.                  | «Celestial»                                                                                         |          |  |
| 20.                  | «Aún Hay Algo»                                                                                      |          |  |
| 21.                  | «Tras de mi»                                                                                        |          |  |
| 22.                  | «Rebelde»                                                                                           |          |  |
| 23.                  | «Pista adicional: Making Off»                                                                       |          |  |

| Live in Brasilia CD1 | |          |  |
| N.º                  | Título                                                                                              | Duración |  |
| 1.                   | «Intro (Desde Cero)»                                                                                |          |  |
| 2.                   | «Fui la Niña»                                                                                       |          |  |
| 3.                   | «Money Money»                                                                                       |          |  |
| 4.                   | «Me Voy»                                                                                            |          |  |
| 5.                   | «Ser o Parecer»                                                                                     |          |  |
| 6.                   | «Dame»                                                                                              |          |  |
| 7.                   | «Medley Rebelde: Tenerte y Quererte, Un poco de tu amor, Otro día que va, Sólo quédate en silencio» |          |  |
| 8.                   | «Inalcanzable»                                                                                      |          |  |
| 9.                   | «I Wanna be the Rain»                                                                               |          |  |
| 10.                  | «Bésame sin miedo»                                                                                  |          |  |
| 11.                  | «Éste Corazón»                                                                                      |          |  |

| Live in Brasilia CD2 |                                                                                |          |  |
| N.º                  | Título                                                                         | Duración |  |
| 1.                   | «A tu Lado»                                                                    |          |  |
| 2.                   | «Sálvame»                                                                      |          |  |
| 3.                   | «Y No Puedo Olvidarte»                                                         |          |  |
| 4.                   | «No Pares»                                                                     |          |  |
| 5.                   | «Empezar desde Cero»                                                           |          |  |
| 6.                   | «Medley Solos: No Digas Nada, Sino estás Aquí, El Mundo Detrás, Sueles Volver» |          |  |
| 7.                   | «Extraña Sensación»                                                            |          |  |
| 8.                   | «Celestial»                                                                    |          |  |
| 9.                   | «Aún Hay Algo»                                                                 |          |  |
| 10.                  | «Tras de mi»                                                                   |          |  |
| 11.                  | «Rebelde»                                                                      |          |  |